# Щодро, Иосиф Матвеевич
Иосиф Матвеевич Щодро (Щедро) — майор; из дворян Могилёвской губернии. Род Щодро изначально литовского происхождения

## Биография
Иосиф Щодро родился в 1813 году в семье служащего земского суда г. Орша (Могилевская губ) Матвея Даниловича Щодро (внук Леона Самуиловича Щодро).
На службу поступил юнкером в 1831 году, 1 января, в бывший 10-й Егерский полк и вслед за тем принял участие в усмирении польского мятежа.
По преобразовании армейской пехоты Щодро в 1833 году перешел в Галицкий Егерский полк и 2 августа того же года произведен был в портупей-юнкеры, а через год — в прапорщики (21.10.1834).
В 1837 году Щодро был произведен в подпоручики, а через два года, в чине поручика, временно уволен от службы вследствие раны, полученной ещё в 1836 году в перестрелке с австрийскими контрабандистами на границе Каменец-Подольской губернии, в местечке Гусятине, где он был поражён в грудь ружейной пулей, оставшейся в теле.
В 1841 году Щодро определён был вторично на службу в Тифлисский Егерский полк, с которым в ближайшие за тем годы принимал участие в действиях против горцев, причем несколько раз тяжело был ранен в голову, грудь и живот, и в 1843 году, раненый во время взятия Гергебиля, в течение семи дней находился в плену у неприятеля. Хотя почти весь русский гарнизон Гергебиля был уничтожен, поручика Щодро спасли жители Ахалчи, у которых он стоял в селении с ротою более года; они его передали в Чиркат, откуда он вскоре был обменян на одного мюрида. Командовал 8-й егерской ротой Тифлисского полка. Наконец, 4 июля 1847 года при штурме укрепленного селения Гергебиля Щодро ушиблен был камнями в грудь и контужен двумя пулями. 
28.07.1848 - уволен от службы майором (по прошению).
07.10.1855-30.05.1856 - начальник дружины Вятского ополчения.
23.12.1856 - утвержден в чине майора с зачислением по Армейской пехоте и назначен плац-майором в городе Вильно.
22.08.1859 - прикомандирован к 2-му Кадетскому корпусу
09.04.1861 - 16.05.1863 - Городничий в г. Бронницы Московской Губернии
Храбрая и самоотверженная служба Щодро не раз была награждаема знаками отличия: он имел ордена Св. Анны 3-й степени с бантом (за мужество и храбрость в 1841), Св. Владимира 4-й степени с бантом (за мужество и храбрость в 1843), золотую полусаблю с надписью «За храбрость» (за отличия в 1845) и орден Св. Анны 2-й степени (за отличия в делах против горцев при осаде и взятии в 1848 году аула Гергебиля). Награжден правом ношения креста Вятского ополчения без ленты (1855). Неоднократно отмечен денежными поощрениями, признательностями и Высочайшим благоволением (1855).